# Saxo-Frisia (tijdschrift)
Saxo-Frisia was een tijdschrift dat vanaf 1939 tweemaandelijks werd gepubliceerd door Van Gorcum in Assen. Het tijdschrift werd opgericht door J.M.N. Kapteyn, hoogleraar oudgermanistiek aan de Rijksuniversiteit Groningen. Het tijdschrift stelde zich ten doel het bevorderen van de kennis over de cultuur, de literatuur, de geschiedenis en de landschappen van de Friese en Saksische gewesten in Nederland. Het tijdschrift had geen politieke agenda. Naast de medewerkers van het Nedersakisch Instituut van de Groninger Universiteit leverden verschillende dialectologen en (amateur)historici bijdragen aan het tijdschrift. Kapteyn richtte in 1941 ook de Stichting Saxo-Frisia op. Deze stichting, had anders dan het tijdschrift, wel een duidelijk politiek doel, zoals al bleek uit de rede die Kapteyn hield bij de oprichtingsvergadering: Friezen, Saksen: twee loten van den Germaanschen Stam. De stichting gaf een eigen tijdschrift uit: Het Noorder Land. Na de oprichting van de stichting, kwam in de uitgave van Saxo-Frisia steeds meer de klad, tot het in 1944 definitief verdween.